# Прокопьев, Евгений Валерьевич
Евгений Валерьевич Прокопьев (род. 9 марта 1986 года) — российский кандидат в космонавты-испытатели отряда ФГБУ «НИИ ЦПК имени Ю. А. Гагарина». Опыта космических полётов не имеет. До подачи заявления в отряд космонавтов и в настоящее время работает инженером-испытателем ПАО «РКК «Энергия им. С. П. Королёва».

## Биография
Евгений Прокопьев родился 9 марта 1986 года в Свердловске (ныне Екатеринбург).
В 2003 году окончил Екатеринбургское суворовское военное училище. По окончании суворовского училища поступил в Военно-космическую академию имени А. Ф. Можайского (факультет «Космические летательные аппараты и разгонные блоки»), которую окончил 20 июня 2008 года.
С августа 2008 по февраль 2009 года служил инженером отделения, а затем, с февраля 2009 года по сентябрь 2011 года — начальником отделения 1-го Государственного испытательного космодрома МО РФ «Плесецк» в городе Мирном-14 Архангельской области.
В сентябре 2011 года уволился в запас в воинском звании старший лейтенант.
В марте 2012 года устроился на работу в ПАО «РКК «Энергия имени С. П. Королёва». До марта 2013 года работал инженером-испытателем, затем, с марта 2013 по март 2015 — инженером-испытателем 3-й, затем 2-й категории.
С сентября 2015 года заочно обучался в аспирантуре ПАО «РКК «Энергия имени С. П. Королёва» по направлению «Авиационная и ракетно-космическая техника».

### Космическая подготовка
Подавал заявление на участие в наборе 2012 года в отряд космонавтов ФГБУ «НИИ ЦПК имени Ю. А. Гагарина», но затем отозвал его, так как начал работать в ОАО «РКК «Энергия имени С. П. Королёва».
Повторно заявление подал 14 марта 2017 года, на участие в начавшемся очередном наборе 2018 года. 8 июня 2018 года получил допуск Главной медицинской комиссии. 9 августа 2018 года его кандидатура была рассмотрена на заседании конкурсной комиссии, а 10 августа 2018 года по результатам заседания межведомственной комиссии (МВК) был назван кандидатом в космонавты.
1 октября 2018 года начал прохождение курса общекосмической подготовки. В тот же год стал кандидатом для участия в серии международных экспериментов «SIRIUS-18/19».
С 30 января по 1 февраля 2019 года в составе условного экипажа вместе с Алексеем Зубрицким и Кириллом Песковым принял участие в тренировках по действиям после посадки в лесисто-болотистой местности зимой («зимнее выживание»).
С 26 по 30 августа в составе группы кандидатов в космонавты прошёл водолазную подготовку в Ногинском спасательном центре МЧС России. 30 августа 2019 года успешно сдал экзамен, подтвердив свою квалификацию «водолаз 5 разряда».
В октябре 2019 года в составе условного экипажа вместе с Алексеем Зубрицким и Александром Гребёнкиным прошёл полный цикл «водного выживания» («сухая», «длинная» и «короткая» тренировки) на базе Универсального морского терминала «Имеретинский» на Чёрном море в Адлерском районе города Сочи.
25 ноября 2020 года сдавал государственный экзамен по итогам окончания курса общекосмической подготовки. Официальной информации об итогах сдачи им экзамена опубликовано не было, но на состоявшемся 2 декабря 2020 года заседании Межведомственной квалификационной комиссии квалификация «космонавт-испытатель» ему присвоена не была.
11 февраля 2021 года был уволен из отряда космонавтов «Роскосмоса».

## Семья, увлечения
Отец — Валерий Андреевич Прокопьев (01.02.1947 - 19.11.2014) бывший летчик авиации ДОСААФ, заслуженный мастер спорта СССР по парашютному спорту, парашютист-инструктор, командир парашютного звена Екатеринбургского аэроклуба РОСТО (ДОСААФ), судья республиканской категории по парашютному спорту.
Мать — Нина Евгеньевна Прокопьева, инженер, кандидат в мастера спорта СССР по парашютному спорту, более 500 прыжков с парашютом.
Старший брат — Александр Валерьевич Прокопьев, бывший вертолётчик, до 2014 года руководил авиационно-спортивным клубом, затем на пенсии.
Старший брат — Валентин Валерьевич Прокопьев, мастер спорта международного класса, чемпион мира, чемпион Европы, служит в ЦСКА, в 2016 году десантировался на плавучую льдину, более 10000 прыжков с парашютом.
Старший брат — Сергей Валерьевич Прокопьев, космонавт ФГБУ НИИ ЦПК набора 2010 года.
Младшая сестра — Ирина Валерьевна Прокопьева, служит инспектором по пожарной безопасности в МЧС России.
Жена — Ольга Сергеевна Прокопьева.
Сын — Юрий Евгеньевич Прокопьев.